# Slovenska Bistrica
Slovenska Bistrica er en by i det nordøstlige Slovenien, med et indbyggertal (pr. 2005) på ca. 6.700. 
46°24′N 15°34′Ø / 46.400°N 15.567°Ø
- Wikimedia Commons har flere filer relateret til Slovenska Bistrica